# Gmina Peipsiääre
Gmina Peipsiääre (est. Peipsiääre vald) – gmina wiejska w Estonii, w prowincji Tartu.
W skład gminy wchodzi:
- 3 miasta: Kolkja, Kasepää, Varnja,
- 2 wsie: Savka, Sipelga.

## Galeria

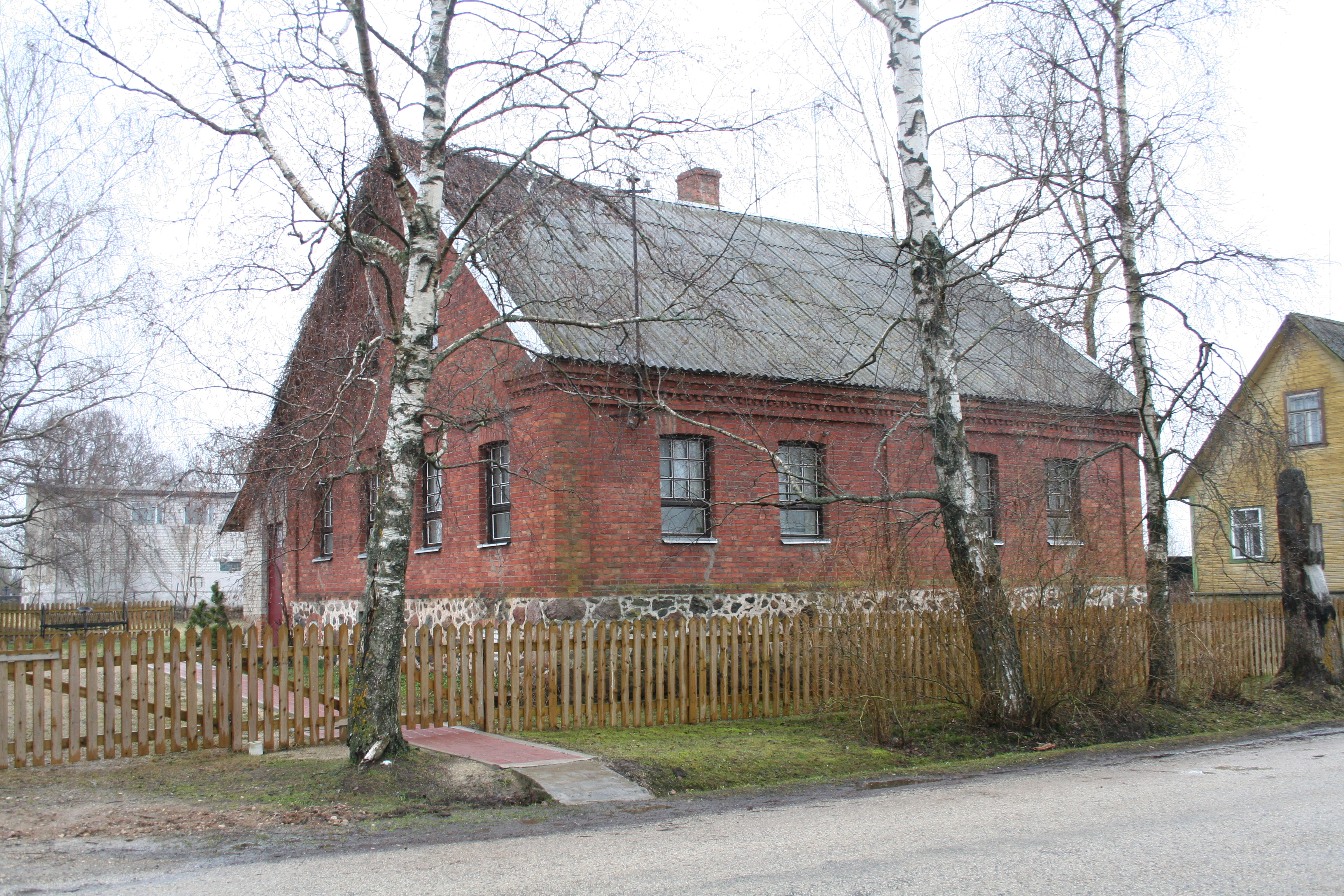
Kolkja
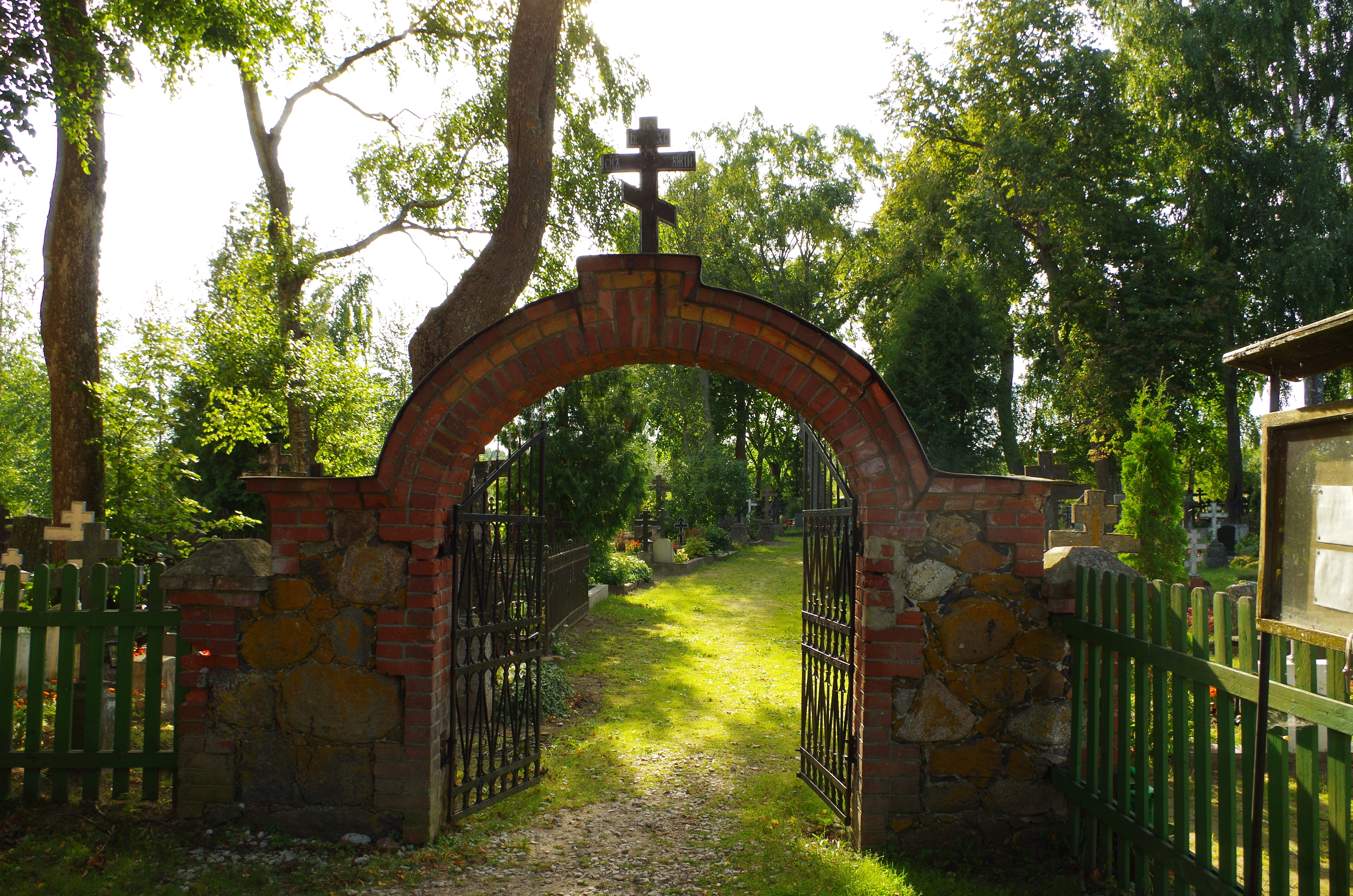
Kasepää. Cmentarz
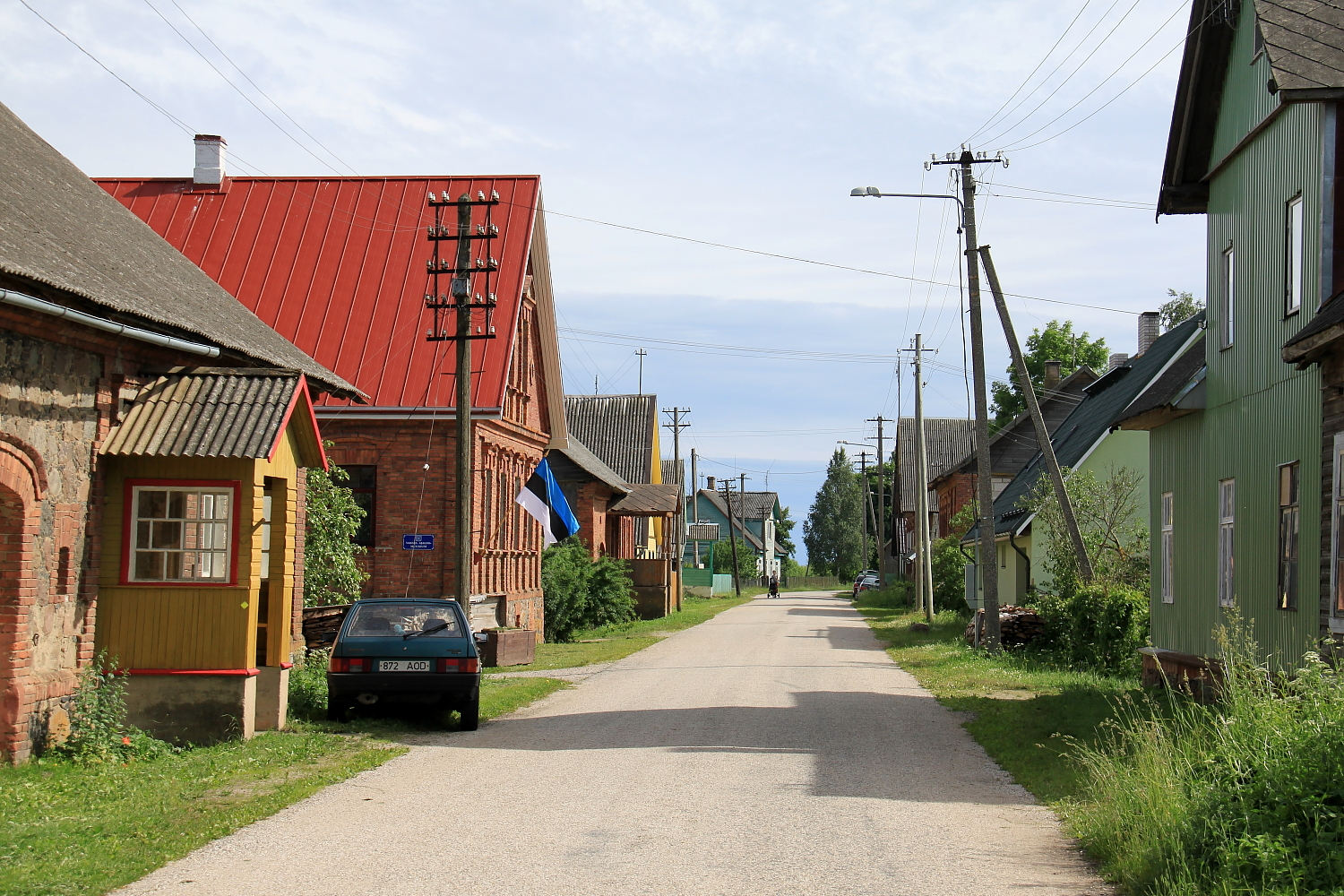
Varnja